# XIX Congresso nazionale del Partito Comunista Cinese
Il XIX Congresso del Partito Comunista Cinese si svolse a Pechino dal 18 al 24 ottobre 2017.